# الجامع لرواة و اصحاب الامام الرضا علیه السلام
الجامع لرواة و اصحاب الامام الرضا علیه السلام کتابی از محمدمهدی نجف است که در سال ۱۳۶۸ منتشر و در مراسم کتاب سال جمهوری اسلامی ایران به‌عنوان کتاب شایسته تقدیر معرفی شد.